# 松浦まさふみ
松浦 まさふみ（まつうら まさふみ、1967年1月16日-）は、1992年から2001年にかけて活動した日本の漫画家。

## 来歴
大分県大分市出身。1990年代にサイバーコミックス、MS SAGAで、「ガンダムシリーズ」を題材にした漫画を発表。2014年、
埼玉県志木市在住していた縁で志木市PRキャラクターデザインを担当した。

## 作品

### 漫画
- アウターガンダム（1992年、バンダイ）
- 機動戦士ガンダム ムーンクライシス（1995年、メディアワークス）
- 機動戦士ガンダムReon（1996年、メディアワークス）
- 機動戦士ガンダム0083 星屑の英雄 -OPERATION STARDUST-（2000年 - 2001年、メディアワークス）
  1. 地球編
  2. 宇宙編

### キャラクターデザイン
- 志木市PRキャラクター　いろは水輝  4式（ししき）ロボ　土偶のグウさん

### メカニックデザイン
- サイバーナイトII 地球帝国の野望

### 漫画原作
- どきどきタイムトラブラー[3]（作画：鈴木がんま、全2巻、1998年・1999年、メディアワークス） - 松倉慎名義